# Lista över fornlämningar i Linköpings kommun (Askeby)
Lista över fornlämningar i Linköpings kommun (Askeby) är en förteckning av ett urval av de fornlämningar som finns i Askeby i Linköpings kommun.
| Namn                                   | Lämningstyp                 | Tillkomsttid | Historisk indelning  | Plats | Läge                 | ID-nr          | Bild                                 |
| -------------------------------------- | --------------------------- | ------------ | -------------------- | ----- | -------------------- | -------------- | ------------------------------------ |
| Askeby 1:1                             | Stensättning                |              | Askeby, Östergötland |       | 58.416805, 15.879172 | 10040200010001 | Ladda upp en bild av detta fornminne |
| Askeby 2:1                             | Stensättning                |              | Askeby, Östergötland |       | 58.417922, 15.879903 | 10040200020001 | Ladda upp en bild av detta fornminne |
| Askeby 2:2                             | Stensättning                |              | Askeby, Östergötland |       | 58.418240, 15.879807 | 10040200020002 | Ladda upp en bild av detta fornminne |
| Askeby 4:1                             | Stensättning                |              | Askeby, Östergötland |       | 58.415222, 15.879490 | 10040200040001 | Ladda upp en bild av detta fornminne |
| Askeby 6:1                             | Stensättning                |              | Askeby, Östergötland |       | 58.422454, 15.880393 | 10040200060001 | Ladda upp en bild av detta fornminne |
| Askeby 6:2                             | Stensättning                |              | Askeby, Östergötland |       | 58.422130, 15.880899 | 10040200060002 | Ladda upp en bild av detta fornminne |
| Askeby 6:3                             | Stensättning                |              | Askeby, Östergötland |       | 58.421953, 15.879935 | 10040200060003 | Ladda upp en bild av detta fornminne |
| Askeby 6:4                             | Stensättning                |              | Askeby, Östergötland |       | 58.422384, 15.881113 | 10040200060004 | Ladda upp en bild av detta fornminne |
| Askeby 8:1                             | Hög                         |              | Askeby, Östergötland |       | 58.420759, 15.886429 | 10040200080001 | Ladda upp en bild av detta fornminne |
| Askeby 8:2                             | Stensättning                |              | Askeby, Östergötland |       | 58.420906, 15.886605 | 10040200080002 | Ladda upp en bild av detta fornminne |
| Askeby 8:3                             | Hög                         |              | Askeby, Östergötland |       | 58.421075, 15.886590 | 10040200080003 | Ladda upp en bild av detta fornminne |
| Askeby 10:1                            | Stensättning                |              | Askeby, Östergötland |       | 58.420617, 15.881268 | 10040200100001 | Ladda upp en bild av detta fornminne |
| Askeby 10:2                            | Stensättning                |              | Askeby, Östergötland |       | 58.420603, 15.881606 | 10040200100002 | Ladda upp en bild av detta fornminne |
| Askeby 10:3                            | Stensättning                |              | Askeby, Östergötland |       | 58.420375, 15.881623 | 10040200100003 | Ladda upp en bild av detta fornminne |
| Askeby 11:1                            | Gravfält                    |              | Askeby, Östergötland |       | 58.424207, 15.877170 | 10040200110001 | Ladda upp en bild av detta fornminne |
| Askeby 15:1                            | Stensättning                |              | Askeby, Östergötland |       | 58.430769, 15.875323 | 10040200150001 | Ladda upp en bild av detta fornminne |
| Askeby 15:2                            | Stensättning                |              | Askeby, Östergötland |       | 58.430568, 15.875115 | 10040200150002 | Ladda upp en bild av detta fornminne |
| Askeby 15:3                            | Stensättning                |              | Askeby, Östergötland |       | 58.430807, 15.875770 | 10040200150003 | Ladda upp en bild av detta fornminne |
| Askeby 15:4                            | Stensättning                |              | Askeby, Östergötland |       | 58.430560, 15.876032 | 10040200150004 | Ladda upp en bild av detta fornminne |
| Askeby 15:5                            | Stensättning                |              | Askeby, Östergötland |       | 58.430476, 15.876766 | 10040200150005 | Ladda upp en bild av detta fornminne |
| Askeby 17:1                            | Stensättning                |              | Askeby, Östergötland |       | 58.429684, 15.871654 | 10040200170001 | Ladda upp en bild av detta fornminne |
| Askeby 18:1                            | Stensättning                |              | Askeby, Östergötland |       | 58.430792, 15.867984 | 10040200180001 | Ladda upp en bild av detta fornminne |
| Askeby 18:2                            | Stensättning                |              | Askeby, Östergötland |       | 58.430497, 15.867961 | 10040200180002 | Ladda upp en bild av detta fornminne |
| Askeby 18:3                            | Stensättning                |              | Askeby, Östergötland |       | 58.430377, 15.867923 | 10040200180003 | Ladda upp en bild av detta fornminne |
| Askeby 19:1                            | Gravfält                    |              | Askeby, Östergötland |       | 58.428100, 15.861354 | 10040200190001 | Ladda upp en bild av detta fornminne |
| Askeby 21:1                            | Stensättning                |              | Askeby, Östergötland |       | 58.425461, 15.862597 | 10040200210001 | Ladda upp en bild av detta fornminne |
| Askeby 21:2                            | Stensättning                |              | Askeby, Östergötland |       | 58.425600, 15.863321 | 10040200210002 | Ladda upp en bild av detta fornminne |
| Askeby 21:3                            | Stensättning                |              | Askeby, Östergötland |       | 58.425798, 15.862067 | 10040200210003 | Ladda upp en bild av detta fornminne |
| Askeby 21:4                            | Stensättning                |              | Askeby, Östergötland |       | 58.425724, 15.863307 | 10040200210004 | Ladda upp en bild av detta fornminne |
| Askeby 22:1                            | Stensättning                |              | Askeby, Östergötland |       | 58.423614, 15.864260 | 10040200220001 | Ladda upp en bild av detta fornminne |
| Askeby 23:1                            | Stensättning                |              | Askeby, Östergötland |       | 58.426458, 15.866153 | 10040200230001 | Ladda upp en bild av detta fornminne |
| Askeby 23:2                            | Stensättning                |              | Askeby, Östergötland |       | 58.426548, 15.866317 | 10040200230002 | Ladda upp en bild av detta fornminne |
| Askeby 23:3                            | Hällristning                |              | Askeby, Östergötland |       | 58.426079, 15.866206 | 10040200230003 | Ladda upp en bild av detta fornminne |
| Askeby 24:1                            | Stensättning                |              | Askeby, Östergötland |       | 58.428927, 15.873349 | 10040200240001 | Ladda upp en bild av detta fornminne |
| Askeby 24:2                            | Stensättning                |              | Askeby, Östergötland |       | 58.429087, 15.873337 | 10040200240002 | Ladda upp en bild av detta fornminne |
| Askeby 24:3                            | Stensättning                |              | Askeby, Östergötland |       | 58.428892, 15.873848 | 10040200240003 | Ladda upp en bild av detta fornminne |
| Askeby 25:1                            | Stensättning                |              | Askeby, Östergötland |       | 58.422516, 15.860311 | 10040200250001 | Ladda upp en bild av detta fornminne |
| Askeby 26:1                            | Stensättning                |              | Askeby, Östergötland |       | 58.420225, 15.856016 | 10040200260001 | Ladda upp en bild av detta fornminne |
| Askeby 26:2                            | Stensättning                |              | Askeby, Östergötland |       | 58.420290, 15.855583 | 10040200260002 | Ladda upp en bild av detta fornminne |
| Askeby 27:1                            | Stensättning                |              | Askeby, Östergötland |       | 58.420057, 15.854381 | 10040200270001 | Ladda upp en bild av detta fornminne |
| Askeby 27:2                            | Stensättning                |              | Askeby, Östergötland |       | 58.420000, 15.854105 | 10040200270002 | Ladda upp en bild av detta fornminne |
| Askeby 28:1                            | Stensättning                |              | Askeby, Östergötland |       | 58.408024, 15.907787 | 10040200280001 | Ladda upp en bild av detta fornminne |
| Askeby 29:1                            | Stensättning                |              | Askeby, Östergötland |       | 58.408114, 15.908761 | 10040200290001 | Ladda upp en bild av detta fornminne |
| Askeby 30:1                            | Stensättning                |              | Askeby, Östergötland |       | 58.408107, 15.913588 | 10040200300001 | Ladda upp en bild av detta fornminne |
| Askeby 32:1                            | Stensättning                |              | Askeby, Östergötland |       | 58.406529, 15.904881 | 10040200320001 | Ladda upp en bild av detta fornminne |
| Askeby 32:2                            | Stensättning                |              | Askeby, Östergötland |       | 58.406394, 15.904987 | 10040200320002 | Ladda upp en bild av detta fornminne |
| Askeby 32:3                            | Stensättning                |              | Askeby, Östergötland |       | 58.406454, 15.905156 | 10040200320003 | Ladda upp en bild av detta fornminne |
| Askeby 33:1                            | Stensättning                |              | Askeby, Östergötland |       | 58.398414, 15.902810 | 10040200330001 | Ladda upp en bild av detta fornminne |
| Askeby 34:1                            | Stensättning                |              | Askeby, Östergötland |       | 58.395482, 15.909630 | 10040200340001 | Ladda upp en bild av detta fornminne |
| Askeby 34:2                            | Stensättning                |              | Askeby, Östergötland |       | 58.395486, 15.909411 | 10040200340002 | Ladda upp en bild av detta fornminne |
| Askeby 34:3                            | Stensättning                |              | Askeby, Östergötland |       | 58.395257, 15.908906 | 10040200340003 | Ladda upp en bild av detta fornminne |
| Askeby 36:1                            | Stensättning                |              | Askeby, Östergötland |       | 58.395800, 15.912056 | 10040200360001 | Ladda upp en bild av detta fornminne |
| Askeby 37:1                            | Stensättning                |              | Askeby, Östergötland |       | 58.399495, 15.896790 | 10040200370001 | Ladda upp en bild av detta fornminne |
| Askeby 38:1                            | Stensättning                |              | Askeby, Östergötland |       | 58.402608, 15.898899 | 10040200380001 | Ladda upp en bild av detta fornminne |
| Askeby 39:1                            | Stensättning                |              | Askeby, Östergötland |       | 58.407796, 15.893078 | 10040200390001 | Ladda upp en bild av detta fornminne |
| Askeby 40:1                            | Stensättning                |              | Askeby, Östergötland |       | 58.405519, 15.898603 | 10040200400001 | Ladda upp en bild av detta fornminne |
| Askeby 41:1                            | Gravfält                    |              | Askeby, Östergötland |       | 58.404278, 15.900759 | 10040200410001 | Ladda upp en bild av detta fornminne |
| Askeby 42:1                            | Stensättning                |              | Askeby, Östergötland |       | 58.404868, 15.899586 | 10040200420001 | Ladda upp en bild av detta fornminne |
| Askeby 43:1                            | Gravfält                    |              | Askeby, Östergötland |       | 58.404318, 15.899044 | 10040200430001 | Ladda upp en bild av detta fornminne |
| Askeby 44:1                            | Stensättning                |              | Askeby, Östergötland |       | 58.403444, 15.896709 | 10040200440001 | Ladda upp en bild av detta fornminne |
| Askeby 45:1                            | Stensättning                |              | Askeby, Östergötland |       | 58.401259, 15.887723 | 10040200450001 | Ladda upp en bild av detta fornminne |
| Askeby 45:2                            | Stensättning                |              | Askeby, Östergötland |       | 58.401714, 15.887262 | 10040200450002 | Ladda upp en bild av detta fornminne |
| Askeby 45:3                            | Stensättning                |              | Askeby, Östergötland |       | 58.401827, 15.887399 | 10040200450003 | Ladda upp en bild av detta fornminne |
| Askeby 46:1                            | Stensättning                |              | Askeby, Östergötland |       | 58.400724, 15.892141 | 10040200460001 | Ladda upp en bild av detta fornminne |
| Askeby 46:2                            | Stensättning                |              | Askeby, Östergötland |       | 58.400618, 15.892252 | 10040200460002 | Ladda upp en bild av detta fornminne |
| Askeby 48:1                            | Stensättning                |              | Askeby, Östergötland |       | 58.433549, 15.876283 | 10040200480001 | Ladda upp en bild av detta fornminne |
| Askeby 49:1                            | Stensättning                |              | Askeby, Östergötland |       | 58.432899, 15.875190 | 10040200490001 | Ladda upp en bild av detta fornminne |
| Askeby 50:1                            | Stensättning                |              | Askeby, Östergötland |       | 58.433509, 15.875049 | 10040200500001 | Ladda upp en bild av detta fornminne |
| Askeby 51:1                            | Stensättning                |              | Askeby, Östergötland |       | 58.433030, 15.871779 | 10040200510001 | Ladda upp en bild av detta fornminne |
| Askeby 52:1                            | Röse                        |              | Askeby, Östergötland |       | 58.433306, 15.867674 | 10040200520001 | Ladda upp en bild av detta fornminne |
| Askeby 52:2                            | Stensättning                |              | Askeby, Östergötland |       | 58.433166, 15.867838 | 10040200520002 | Ladda upp en bild av detta fornminne |
| Askeby 53:1                            | Stensättning                |              | Askeby, Östergötland |       | 58.433126, 15.866250 | 10040200530001 | Ladda upp en bild av detta fornminne |
| Askeby 54:1                            | Stensättning                |              | Askeby, Östergötland |       | 58.431702, 15.866335 | 10040200540001 | Ladda upp en bild av detta fornminne |
| Askeby 55:1                            | Stensättning                |              | Askeby, Östergötland |       | 58.431879, 15.862792 | 10040200550001 | Ladda upp en bild av detta fornminne |
| Askeby 55:2                            | Stensättning                |              | Askeby, Östergötland |       | 58.431701, 15.863249 | 10040200550002 | Ladda upp en bild av detta fornminne |
| Askeby 56:1                            | Stensättning                |              | Askeby, Östergötland |       | 58.432314, 15.860107 | 10040200560001 | Ladda upp en bild av detta fornminne |
| Askeby 56:2                            | Stensättning                |              | Askeby, Östergötland |       | 58.431947, 15.860609 | 10040200560002 | Ladda upp en bild av detta fornminne |
| Askeby 58:1                            | Stensättning                |              | Askeby, Östergötland |       | 58.437394, 15.864911 | 10040200580001 | Ladda upp en bild av detta fornminne |
| Askeby 58:2                            | Stensättning                |              | Askeby, Östergötland |       | 58.437181, 15.865257 | 10040200580002 | Ladda upp en bild av detta fornminne |
| Askeby 59:1                            | Gravfält                    |              | Askeby, Östergötland |       | 58.423247, 15.848477 | 10040200590001 | Ladda upp en bild av detta fornminne |
| Askeby 60:1                            | Stensättning                |              | Askeby, Östergötland |       | 58.432636, 15.845440 | 10040200600001 | Ladda upp en bild av detta fornminne |
| Askeby 60:2                            | Stensättning                |              | Askeby, Östergötland |       | 58.432728, 15.844987 | 10040200600002 | Ladda upp en bild av detta fornminne |
| Askeby 60:3                            | Stensättning                |              | Askeby, Östergötland |       | 58.433141, 15.844702 | 10040200600003 | Ladda upp en bild av detta fornminne |
| Askeby 61:1                            | Stensättning                |              | Askeby, Östergötland |       | 58.433242, 15.841992 | 10040200610001 | Ladda upp en bild av detta fornminne |
| Askeby 61:2                            | Stensättning                |              | Askeby, Östergötland |       | 58.433353, 15.841431 | 10040200610002 | Ladda upp en bild av detta fornminne |
| Askeby 62:1                            | Stensättning                |              | Askeby, Östergötland |       | 58.434848, 15.841501 | 10040200620001 | Ladda upp en bild av detta fornminne |
| Askeby 63:1                            | Stensättning                |              | Askeby, Östergötland |       | 58.433364, 15.838454 | 10040200630001 | Ladda upp en bild av detta fornminne |
| Askeby 64:1                            | Gravfält                    |              | Askeby, Östergötland |       | 58.433929, 15.839220 | 10040200640001 | Ladda upp en bild av detta fornminne |
| Askeby 65:1                            | Stensättning                |              | Askeby, Östergötland |       | 58.434273, 15.838798 | 10040200650001 | Ladda upp en bild av detta fornminne |
| Askeby 66:1                            | Stensättning                |              | Askeby, Östergötland |       | 58.434349, 15.837759 | 10040200660001 | Ladda upp en bild av detta fornminne |
| Askeby 67:1                            | Fornborg                    |              | Askeby, Östergötland |       | 58.433239, 15.856843 | 10040200670001 | Ladda upp en bild av detta fornminne |
| Askeby 68:1                            | Stensättning                |              | Askeby, Östergötland |       | 58.432889, 15.852658 | 10040200680001 | Ladda upp en bild av detta fornminne |
| Askeby 69:1                            | Stensättning                |              | Askeby, Östergötland |       | 58.426249, 15.842978 | 10040200690001 | Ladda upp en bild av detta fornminne |
| Askeby 70:1                            | Stensättning                |              | Askeby, Östergötland |       | 58.417039, 15.855559 | 10040200700001 | Ladda upp en bild av detta fornminne |
| Askeby 70:2                            | Stensättning                |              | Askeby, Östergötland |       | 58.416990, 15.855917 | 10040200700002 | Ladda upp en bild av detta fornminne |
| Askeby 70:3                            | Stensättning                |              | Askeby, Östergötland |       | 58.416891, 15.856133 | 10040200700003 | Ladda upp en bild av detta fornminne |
| Askeby 70:4                            | Stensättning                |              | Askeby, Östergötland |       | 58.417215, 15.856472 | 10040200700004 | Ladda upp en bild av detta fornminne |
| Askeby 72:1                            | Grav markerad av sten/block |              | Askeby, Östergötland |       | 58.416995, 15.858139 | 10040200720001 | Ladda upp en bild av detta fornminne |
| Askeby 73:1                            | Stensättning                |              | Askeby, Östergötland |       | 58.417476, 15.857322 | 10040200730001 | Ladda upp en bild av detta fornminne |
| Askeby 74:1                            | Stensättning                |              | Askeby, Östergötland |       | 58.417846, 15.856064 | 10040200740001 | Ladda upp en bild av detta fornminne |
| Askeby 74:2                            | Stensättning                |              | Askeby, Östergötland |       | 58.417713, 15.856292 | 10040200740002 | Ladda upp en bild av detta fornminne |
| Askeby 75:1                            | Stensättning                |              | Askeby, Östergötland |       | 58.415056, 15.863038 | 10040200750001 | Ladda upp en bild av detta fornminne |
| Askeby 76:1                            | Gravfält                    |              | Askeby, Östergötland |       | 58.415483, 15.863764 | 10040200760001 | Ladda upp en bild av detta fornminne |
| Askeby 78:1                            | Gravfält                    |              | Askeby, Östergötland |       | 58.418011, 15.866845 | 10040200780001 | Ladda upp en bild av detta fornminne |
| Askeby 81:1                            | Gravfält                    |              | Askeby, Östergötland |       | 58.410078, 15.872861 | 10040200810001 | Ladda upp en bild av detta fornminne |
| Askeby 82:1                            | Stensättning                |              | Askeby, Östergötland |       | 58.409002, 15.881486 | 10040200820001 | Ladda upp en bild av detta fornminne |
| Askeby 82:2                            | Stensättning                |              | Askeby, Östergötland |       | 58.409251, 15.882114 | 10040200820002 | Ladda upp en bild av detta fornminne |
| Askeby 82:3                            | Stensättning                |              | Askeby, Östergötland |       | 58.408804, 15.881120 | 10040200820003 | Ladda upp en bild av detta fornminne |
| Askeby 83:1                            | Stensättning                |              | Askeby, Östergötland |       | 58.405889, 15.883633 | 10040200830001 | Ladda upp en bild av detta fornminne |
| Askeby 84:1                            | Stensättning                |              | Askeby, Östergötland |       | 58.407122, 15.881675 | 10040200840001 | Ladda upp en bild av detta fornminne |
| Askeby 85:1                            | Stensättning                |              | Askeby, Östergötland |       | 58.405962, 15.855895 | 10040200850001 | Ladda upp en bild av detta fornminne |
| Askeby 87:1                            | Gravfält                    |              | Askeby, Östergötland |       | 58.403695, 15.856599 | 10040200870001 | Ladda upp en bild av detta fornminne |
| Askeby 90:1                            | Stensättning                |              | Askeby, Östergötland |       | 58.401016, 15.860867 | 10040200900001 | Ladda upp en bild av detta fornminne |
| Askeby 90:2                            | Stensättning                |              | Askeby, Östergötland |       | 58.401236, 15.860334 | 10040200900002 | Ladda upp en bild av detta fornminne |
| Askeby 90:3                            | Stensättning                |              | Askeby, Östergötland |       | 58.401176, 15.860482 | 10040200900003 | Ladda upp en bild av detta fornminne |
| Askeby 92:1                            | Stensättning                |              | Askeby, Östergötland |       | 58.399210, 15.839863 | 10040200920001 | Ladda upp en bild av detta fornminne |
| Askeby 93:1                            | Stensättning                |              | Askeby, Östergötland |       | 58.400251, 15.836226 | 10040200930001 | Ladda upp en bild av detta fornminne |
| Askeby 95:1                            | Stensättning                |              | Askeby, Östergötland |       | 58.407835, 15.837208 | 10040200950001 | Ladda upp en bild av detta fornminne |
| Askeby 95:2                            | Stensättning                |              | Askeby, Östergötland |       | 58.407853, 15.837458 | 10040200950002 | Ladda upp en bild av detta fornminne |
| Askeby 96:1                            | Stensättning                |              | Askeby, Östergötland |       | 58.408995, 15.873462 | 10040200960001 | Ladda upp en bild av detta fornminne |
| Askeby 96:2                            | Stensättning                |              | Askeby, Östergötland |       | 58.408923, 15.873669 | 10040200960002 | Ladda upp en bild av detta fornminne |
| Askeby 97:1                            | Stensättning                |              | Askeby, Östergötland |       | 58.405429, 15.877540 | 10040200970001 | Ladda upp en bild av detta fornminne |
| Askeby 98:1                            | Stensättning                |              | Askeby, Östergötland |       | 58.401155, 15.874677 | 10040200980001 | Ladda upp en bild av detta fornminne |
| Askeby 100:1                           | Stensättning                |              | Askeby, Östergötland |       | 58.404949, 15.868341 | 10040201000001 | Ladda upp en bild av detta fornminne |
| Askeby 100:2                           | Stensättning                |              | Askeby, Östergötland |       | 58.404720, 15.869265 | 10040201000002 | Ladda upp en bild av detta fornminne |
| Askeby 102:1                           | Stensättning                |              | Askeby, Östergötland |       | 58.430851, 15.837194 | 10040201020001 | Ladda upp en bild av detta fornminne |
| Askeby 103:1                           | Stensättning                |              | Askeby, Östergötland |       | 58.429617, 15.839443 | 10040201030001 | Ladda upp en bild av detta fornminne |
| Askeby 105:1                           | Gravfält                    |              | Askeby, Östergötland |       | 58.428243, 15.842131 | 10040201050001 | Ladda upp en bild av detta fornminne |
| Askeby 106:1                           | Stensättning                |              | Askeby, Östergötland |       | 58.428270, 15.840963 | 10040201060001 | Ladda upp en bild av detta fornminne |
| Askeby 106:2                           | Stensättning                |              | Askeby, Östergötland |       | 58.428353, 15.840661 | 10040201060002 | Ladda upp en bild av detta fornminne |
| Askeby 106:3                           | Stensättning                |              | Askeby, Östergötland |       | 58.428401, 15.841128 | 10040201060003 | Ladda upp en bild av detta fornminne |
| Askeby 107:1                           | Stensättning                |              | Askeby, Östergötland |       | 58.427702, 15.839174 | 10040201070001 | Ladda upp en bild av detta fornminne |
| Askeby 108:1                           | Stensättning                |              | Askeby, Östergötland |       | 58.427616, 15.837867 | 10040201080001 | Ladda upp en bild av detta fornminne |
| Askeby 110:1                           | Stensättning                |              | Askeby, Östergötland |       | 58.425763, 15.837898 | 10040201100001 | Ladda upp en bild av detta fornminne |
| Askeby 110:2                           | Stensättning                |              | Askeby, Östergötland |       | 58.425480, 15.838023 | 10040201100002 | Ladda upp en bild av detta fornminne |
| Askeby 110:3                           | Stensättning                |              | Askeby, Östergötland |       | 58.426192, 15.838178 | 10040201100003 | Ladda upp en bild av detta fornminne |
| Askeby 111:1                           | Stensättning                |              | Askeby, Östergötland |       | 58.420532, 15.837830 | 10040201110001 | Ladda upp en bild av detta fornminne |
| Askeby 112:1                           | Hög                         |              | Askeby, Östergötland |       | 58.417953, 15.843063 | 10040201120001 | Ladda upp en bild av detta fornminne |
| Askeby 113:1                           | Gravfält                    |              | Askeby, Östergötland |       | 58.417487, 15.842010 | 10040201130001 | Ladda upp en bild av detta fornminne |
| Askeby 114:1                           | Stensättning                |              | Askeby, Östergötland |       | 58.418868, 15.842733 | 10040201140001 | Ladda upp en bild av detta fornminne |
| Askeby 114:2                           | Stensättning                |              | Askeby, Östergötland |       | 58.418881, 15.842038 | 10040201140002 | Ladda upp en bild av detta fornminne |
| Askeby 115:1                           | Stensättning                |              | Askeby, Östergötland |       | 58.418780, 15.841084 | 10040201150001 | Ladda upp en bild av detta fornminne |
| Askeby 115:2                           | Stensättning                |              | Askeby, Östergötland |       | 58.418542, 15.841353 | 10040201150002 | Ladda upp en bild av detta fornminne |
| Askeby 115:3                           | Stensättning                |              | Askeby, Östergötland |       | 58.418600, 15.841533 | 10040201150003 | Ladda upp en bild av detta fornminne |
| Askeby 116:1                           | Stensättning                |              | Askeby, Östergötland |       | 58.416098, 15.836907 | 10040201160001 | Ladda upp en bild av detta fornminne |
| Askeby 116:2                           | Stensättning                |              | Askeby, Östergötland |       | 58.416077, 15.836506 | 10040201160002 | Ladda upp en bild av detta fornminne |
| Askeby 117:1                           | Gravfält                    |              | Askeby, Östergötland |       | 58.415803, 15.834478 | 10040201170001 | Ladda upp en bild av detta fornminne |
| Askeby 118:1                           | Stensättning                |              | Askeby, Östergötland |       | 58.416720, 15.832375 | 10040201180001 | Ladda upp en bild av detta fornminne |
| Askeby 118:2                           | Stensättning                |              | Askeby, Östergötland |       | 58.416678, 15.832586 | 10040201180002 | Ladda upp en bild av detta fornminne |
| Askeby 119:1                           | Stensättning                |              | Askeby, Östergötland |       | 58.414496, 15.833899 | 10040201190001 | Ladda upp en bild av detta fornminne |
| Askeby 119:2                           | Stensättning                |              | Askeby, Östergötland |       | 58.414547, 15.834041 | 10040201190002 | Ladda upp en bild av detta fornminne |
| Askeby 119:3                           | Stensättning                |              | Askeby, Östergötland |       | 58.414552, 15.834253 | 10040201190003 | Ladda upp en bild av detta fornminne |
| Askeby 121:1                           | Stensättning                |              | Askeby, Östergötland |       | 58.417787, 15.831358 | 10040201210001 | Ladda upp en bild av detta fornminne |
| Askeby 122:1                           | Stensättning                |              | Askeby, Östergötland |       | 58.415795, 15.839495 | 10040201220001 | Ladda upp en bild av detta fornminne |
| Askeby 122:2                           | Stensättning                |              | Askeby, Östergötland |       | 58.415789, 15.839194 | 10040201220002 | Ladda upp en bild av detta fornminne |
| Askeby 122:3                           | Stensättning                |              | Askeby, Östergötland |       | 58.415707, 15.838928 | 10040201220003 | Ladda upp en bild av detta fornminne |
| Askeby 124:1                           | Stensättning                |              | Askeby, Östergötland |       | 58.416873, 15.840721 | 10040201240001 | Ladda upp en bild av detta fornminne |
| Askeby 125:1                           | Stensättning                |              | Askeby, Östergötland |       | 58.417543, 15.832802 | 10040201250001 | Ladda upp en bild av detta fornminne |
| Askeby 125:2                           | Stensättning                |              | Askeby, Östergötland |       | 58.417562, 15.832529 | 10040201250002 | Ladda upp en bild av detta fornminne |
| Askeby 125:3                           | Stensättning                |              | Askeby, Östergötland |       | 58.417515, 15.833034 | 10040201250003 | Ladda upp en bild av detta fornminne |
| Jättebacken, Galgbacken (Askeby 127:1) | Gravfält                    |              | Askeby, Östergötland |       | 58.412334, 15.842643 | 10040201270001 | Ladda upp en bild av detta fornminne |
| Askeby 129:1                           | Gravfält                    |              | Askeby, Östergötland |       | 58.413642, 15.842655 | 10040201290001 | Ladda upp en bild av detta fornminne |
| Askeby 130:1                           | Stensättning                |              | Askeby, Östergötland |       | 58.413471, 15.826269 | 10040201300001 | Ladda upp en bild av detta fornminne |
| Askeby 130:2                           | Stensättning                |              | Askeby, Östergötland |       | 58.413389, 15.825948 | 10040201300002 | Ladda upp en bild av detta fornminne |
| Askeby 132:1                           | Stensättning                |              | Askeby, Östergötland |       | 58.412642, 15.826650 | 10040201320001 | Ladda upp en bild av detta fornminne |
| Askeby 132:2                           | Stensättning                |              | Askeby, Östergötland |       | 58.412516, 15.826690 | 10040201320002 | Ladda upp en bild av detta fornminne |
| Askeby 133:1                           | Stensättning                |              | Askeby, Östergötland |       | 58.397236, 15.878739 | 10040201330001 | Ladda upp en bild av detta fornminne |
| Askeby 133:2                           | Stensättning                |              | Askeby, Östergötland |       | 58.397162, 15.878576 | 10040201330002 | Ladda upp en bild av detta fornminne |
| Askeby 134:1                           | Stensättning                |              | Askeby, Östergötland |       | 58.395742, 15.881463 | 10040201340001 | Ladda upp en bild av detta fornminne |
| Askeby 134:2                           | Stensättning                |              | Askeby, Östergötland |       | 58.395707, 15.881282 | 10040201340002 | Ladda upp en bild av detta fornminne |
| Askeby 135:1                           | Stensättning                |              | Askeby, Östergötland |       | 58.396217, 15.881899 | 10040201350001 | Ladda upp en bild av detta fornminne |
| Askeby 135:2                           | Stensättning                |              | Askeby, Östergötland |       | 58.396318, 15.882080 | 10040201350002 | Ladda upp en bild av detta fornminne |
| Askeby 136:1                           | Stensättning                |              | Askeby, Östergötland |       | 58.398602, 15.886924 | 10040201360001 | Ladda upp en bild av detta fornminne |
| Askeby 137:1                           | Stensättning                |              | Askeby, Östergötland |       | 58.396822, 15.888010 | 10040201370001 | Ladda upp en bild av detta fornminne |
| Askeby 138:1                           | Gravfält                    |              | Askeby, Östergötland |       | 58.394918, 15.890349 | 10040201380001 | Ladda upp en bild av detta fornminne |
| Askeby 140:1                           | Gravfält                    |              | Askeby, Östergötland |       | 58.392750, 15.894996 | 10040201400001 | Ladda upp en bild av detta fornminne |
| Askeby 141:1                           | Stensättning                |              | Askeby, Östergötland |       | 58.393165, 15.895436 | 10040201410001 | Ladda upp en bild av detta fornminne |
| Askeby 141:2                           | Stensättning                |              | Askeby, Östergötland |       | 58.393331, 15.895546 | 10040201410002 | Ladda upp en bild av detta fornminne |
| Askeby 142:1                           | Stensättning                |              | Askeby, Östergötland |       | 58.397444, 15.885373 | 10040201420001 | Ladda upp en bild av detta fornminne |
| Askeby 143:1                           | Gravfält                    |              | Askeby, Östergötland |       | 58.410391, 15.845270 | 10040201430001 | Ladda upp en bild av detta fornminne |
| Askeby 144:1                           | Stensättning                |              | Askeby, Östergötland |       | 58.409095, 15.831667 | 10040201440001 | Ladda upp en bild av detta fornminne |
| Askeby 144:2                           | Stensättning                |              | Askeby, Östergötland |       | 58.408943, 15.831648 | 10040201440002 | Ladda upp en bild av detta fornminne |
| Askeby 146:1                           | Stensättning                |              | Askeby, Östergötland |       | 58.394071, 15.904353 | 10040201460001 | Ladda upp en bild av detta fornminne |
| Askeby 146:2                           | Stensättning                |              | Askeby, Östergötland |       | 58.394456, 15.905142 | 10040201460002 | Ladda upp en bild av detta fornminne |
| Askeby 147:1                           | Gravfält                    |              | Askeby, Östergötland |       | 58.392619, 15.903009 | 10040201470001 | Ladda upp en bild av detta fornminne |
| Askeby 150:1                           | Stensättning                |              | Askeby, Östergötland |       | 58.392662, 15.900095 | 10040201500001 | Ladda upp en bild av detta fornminne |
| Askeby 151:1                           | Gravfält                    |              | Askeby, Östergötland |       | 58.392856, 15.898783 | 10040201510001 | Ladda upp en bild av detta fornminne |
| Askeby 152:1                           | Stensättning                |              | Askeby, Östergötland |       | 58.393633, 15.899265 | 10040201520001 | Ladda upp en bild av detta fornminne |
| Askeby 152:2                           | Stensättning                |              | Askeby, Östergötland |       | 58.393692, 15.900009 | 10040201520002 | Ladda upp en bild av detta fornminne |
| Askeby 153:1                           | Stensättning                |              | Askeby, Östergötland |       | 58.393150, 15.901604 | 10040201530001 | Ladda upp en bild av detta fornminne |
| Askeby 154:1                           | Gravfält                    |              | Askeby, Östergötland |       | 58.393352, 15.900354 | 10040201540001 | Ladda upp en bild av detta fornminne |
| Askeby 155:1                           | Stensättning                |              | Askeby, Östergötland |       | 58.394413, 15.899523 | 10040201550001 | Ladda upp en bild av detta fornminne |
| Askeby 155:2                           | Stensättning                |              | Askeby, Östergötland |       | 58.394294, 15.899658 | 10040201550002 | Ladda upp en bild av detta fornminne |
| Askeby 156:1                           | Stensättning                |              | Askeby, Östergötland |       | 58.394560, 15.898422 | 10040201560001 | Ladda upp en bild av detta fornminne |
| Askeby 156:2                           | Stensättning                |              | Askeby, Östergötland |       | 58.394466, 15.898232 | 10040201560002 | Ladda upp en bild av detta fornminne |
| Askeby 157:1                           | Stensättning                |              | Askeby, Östergötland |       | 58.394420, 15.896423 | 10040201570001 | Ladda upp en bild av detta fornminne |
| Askeby 160:1                           | Gravfält                    |              | Askeby, Östergötland |       | 58.389011, 15.883668 | 10040201600001 | Ladda upp en bild av detta fornminne |
| Askeby 161:1                           | Stensättning                |              | Askeby, Östergötland |       | 58.391211, 15.883094 | 10040201610001 | Ladda upp en bild av detta fornminne |
| Askeby 161:2                           | Stensättning                |              | Askeby, Östergötland |       | 58.391176, 15.882872 | 10040201610002 | Ladda upp en bild av detta fornminne |
| Askeby 162:1                           | Stensättning                |              | Askeby, Östergötland |       | 58.391315, 15.881844 | 10040201620001 | Ladda upp en bild av detta fornminne |
| Askeby 162:2                           | Stensättning                |              | Askeby, Östergötland |       | 58.391408, 15.881690 | 10040201620002 | Ladda upp en bild av detta fornminne |
| Askeby 163:1                           | Stensättning                |              | Askeby, Östergötland |       | 58.392457, 15.881741 | 10040201630001 | Ladda upp en bild av detta fornminne |
| Askeby 163:2                           | Stensättning                |              | Askeby, Östergötland |       | 58.392368, 15.881920 | 10040201630002 | Ladda upp en bild av detta fornminne |
| Askeby 164:1                           | Gravfält                    |              | Askeby, Östergötland |       | 58.388404, 15.889312 | 10040201640001 | Ladda upp en bild av detta fornminne |
| Askeby 165:1                           | Stensättning                |              | Askeby, Östergötland |       | 58.385301, 15.886550 | 10040201650001 | Ladda upp en bild av detta fornminne |
| Askeby 165:2                           | Stensättning                |              | Askeby, Östergötland |       | 58.385186, 15.886626 | 10040201650002 | Ladda upp en bild av detta fornminne |
| Askeby 165:3                           | Stensättning                |              | Askeby, Östergötland |       | 58.385076, 15.886614 | 10040201650003 | Ladda upp en bild av detta fornminne |
| Askeby 166:1                           | Stensättning                |              | Askeby, Östergötland |       | 58.392761, 15.912297 | 10040201660001 | Ladda upp en bild av detta fornminne |
| Askeby 168:1                           | Stensättning                |              | Askeby, Östergötland |       | 58.395675, 15.863293 | 10040201680001 | Ladda upp en bild av detta fornminne |
| Askeby 168:2                           | Stensättning                |              | Askeby, Östergötland |       | 58.395574, 15.862761 | 10040201680002 | Ladda upp en bild av detta fornminne |
| Askeby 168:3                           | Stensättning                |              | Askeby, Östergötland |       | 58.395690, 15.862582 | 10040201680003 | Ladda upp en bild av detta fornminne |
| Askeby 168:4                           | Stensättning                |              | Askeby, Östergötland |       | 58.395726, 15.862339 | 10040201680004 | Ladda upp en bild av detta fornminne |
| Askeby 168:5                           | Stensättning                |              | Askeby, Östergötland |       | 58.395262, 15.862029 | 10040201680005 | Ladda upp en bild av detta fornminne |
| Askeby 170:1                           | Stensättning                |              | Askeby, Östergötland |       | 58.393266, 15.865480 | 10040201700001 | Ladda upp en bild av detta fornminne |
| Askeby 170:2                           | Stensättning                |              | Askeby, Östergötland |       | 58.393054, 15.865502 | 10040201700002 | Ladda upp en bild av detta fornminne |
| Askeby 170:3                           | Stensättning                |              | Askeby, Östergötland |       | 58.393749, 15.865420 | 10040201700003 | Ladda upp en bild av detta fornminne |
| Askeby 170:4                           | Stensättning                |              | Askeby, Östergötland |       | 58.394296, 15.866030 | 10040201700004 | Ladda upp en bild av detta fornminne |
| Askeby 171:1                           | Stensättning                |              | Askeby, Östergötland |       | 58.390277, 15.867774 | 10040201710001 | Ladda upp en bild av detta fornminne |
| Askeby 171:2                           | Stensättning                |              | Askeby, Östergötland |       | 58.390159, 15.867864 | 10040201710002 | Ladda upp en bild av detta fornminne |
| Askeby 173:1                           | Stensättning                |              | Askeby, Östergötland |       | 58.387603, 15.868601 | 10040201730001 | Ladda upp en bild av detta fornminne |
| Askeby 174:1                           | Gravfält                    |              | Askeby, Östergötland |       | 58.391666, 15.874896 | 10040201740001 | Ladda upp en bild av detta fornminne |
| Askeby 175:1                           | Stensättning                |              | Askeby, Östergötland |       | 58.388934, 15.872237 | 10040201750001 | Ladda upp en bild av detta fornminne |
| Askeby 175:2                           | Stensättning                |              | Askeby, Östergötland |       | 58.388861, 15.871971 | 10040201750002 | Ladda upp en bild av detta fornminne |
| Askeby 175:3                           | Stensättning                |              | Askeby, Östergötland |       | 58.388987, 15.871200 | 10040201750003 | Ladda upp en bild av detta fornminne |
| Askeby 176:1                           | Gravfält                    |              | Askeby, Östergötland |       | 58.391258, 15.870737 | 10040201760001 | Ladda upp en bild av detta fornminne |
| Askeby 177:1                           | Stensättning                |              | Askeby, Östergötland |       | 58.391840, 15.872054 | 10040201770001 | Ladda upp en bild av detta fornminne |
| Askeby 177:2                           | Stensättning                |              | Askeby, Östergötland |       | 58.391949, 15.871909 | 10040201770002 | Ladda upp en bild av detta fornminne |
| Askeby 178:1                           | Gravfält                    |              | Askeby, Östergötland |       | 58.393972, 15.872860 | 10040201780001 | Ladda upp en bild av detta fornminne |
| Askeby 180:1                           | Stensättning                |              | Askeby, Östergötland |       | 58.399213, 15.859126 | 10040201800001 | Ladda upp en bild av detta fornminne |
| Askeby 180:2                           | Stensättning                |              | Askeby, Östergötland |       | 58.399145, 15.859326 | 10040201800002 | Ladda upp en bild av detta fornminne |
| Askeby 180:3                           | Stensättning                |              | Askeby, Östergötland |       | 58.399036, 15.859425 | 10040201800003 | Ladda upp en bild av detta fornminne |
| Askeby 181:1                           | Kloster                     |              | Askeby, Östergötland |       | 58.408646, 15.857229 | 10040201810001 | Ladda upp en bild av detta fornminne |
| Askeby 182:1                           | Stensättning                |              | Askeby, Östergötland |       | 58.408934, 15.861969 | 10040201820001 | Ladda upp en bild av detta fornminne |
| Askeby 184:1                           | Stensättning                |              | Askeby, Östergötland |       | 58.412861, 15.844942 | 10040201840001 | Ladda upp en bild av detta fornminne |
| Askeby 185:1                           | Stensättning                |              | Askeby, Östergötland |       | 58.390699, 15.874767 | 10040201850001 | Ladda upp en bild av detta fornminne |
| Askeby 185:2                           | Stensättning                |              | Askeby, Östergötland |       | 58.390623, 15.874833 | 10040201850002 | Ladda upp en bild av detta fornminne |
| Askeby 185:4                           | Stensättning                |              | Askeby, Östergötland |       | 58.390043, 15.875513 | 10040201850004 | Ladda upp en bild av detta fornminne |
| Askeby 187:1                           | Stensättning                |              | Askeby, Östergötland |       | 58.395248, 15.907661 | 10040201870001 | Ladda upp en bild av detta fornminne |
| Askeby 188:1                           | Stensättning                |              | Askeby, Östergötland |       | 58.408939, 15.888484 | 10040201880001 | Ladda upp en bild av detta fornminne |
| Askeby 189:1                           | Stensättning                |              | Askeby, Östergötland |       | 58.404925, 15.900935 | 10040201890001 | Ladda upp en bild av detta fornminne |
| Askeby 192:1                           | Stensättning                |              | Askeby, Östergötland |       | 58.399755, 15.893244 | 10040201920001 | Ladda upp en bild av detta fornminne |
| Askeby 193:1                           | Stensättning                |              | Askeby, Östergötland |       | 58.402204, 15.905812 | 10040201930001 | Ladda upp en bild av detta fornminne |
| Askeby 195:1                           | Stensättning                |              | Askeby, Östergötland |       | 58.392130, 15.891247 | 10040201950001 | Ladda upp en bild av detta fornminne |
| Askeby 196:1                           | Stensättning                |              | Askeby, Östergötland |       | 58.392593, 15.896878 | 10040201960001 | Ladda upp en bild av detta fornminne |
| Askeby 197:1                           | Stensättning                |              | Askeby, Östergötland |       | 58.390730, 15.902480 | 10040201970001 | Ladda upp en bild av detta fornminne |
| Askeby 197:2                           | Stensättning                |              | Askeby, Östergötland |       | 58.390686, 15.902232 | 10040201970002 | Ladda upp en bild av detta fornminne |
| Askeby 202:1                           | Stensättning                |              | Askeby, Östergötland |       | 58.388416, 15.886075 | 10040202020001 | Ladda upp en bild av detta fornminne |
| Askeby 206:1                           | Stensättning                |              | Askeby, Östergötland |       | 58.389177, 15.877046 | 10040202060001 | Ladda upp en bild av detta fornminne |
| Askeby 207:1                           | Stensättning                |              | Askeby, Östergötland |       | 58.398622, 15.898935 | 10040202070001 | Ladda upp en bild av detta fornminne |
| Askeby 213:1                           | Stensättning                |              | Askeby, Östergötland |       | 58.403668, 15.845830 | 10040202130001 | Ladda upp en bild av detta fornminne |
| Askeby 231:1                           | Stenkrets                   |              | Askeby, Östergötland |       | 58.402408, 15.866863 | 10040202310001 | Ladda upp en bild av detta fornminne |
| Askeby 231:2                           | Stenkrets                   |              | Askeby, Östergötland |       | 58.402503, 15.867061 | 10040202310002 | Ladda upp en bild av detta fornminne |
| Askeby 232:1                           | Gravfält                    |              | Askeby, Östergötland |       | 58.401106, 15.870181 | 10040202320001 | Ladda upp en bild av detta fornminne |
| Askeby 233:1                           | Stensättning                |              | Askeby, Östergötland |       | 58.402443, 15.856587 | 10040202330001 | Ladda upp en bild av detta fornminne |
| Askeby 233:2                           | Stensättning                |              | Askeby, Östergötland |       | 58.402383, 15.856886 | 10040202330002 | Ladda upp en bild av detta fornminne |
| Askeby 234:1                           | Gravfält                    |              | Askeby, Östergötland |       | 58.401770, 15.859856 | 10040202340001 | Ladda upp en bild av detta fornminne |
| Askeby 241:1                           | Stensättning                |              | Askeby, Östergötland |       | 58.410687, 15.858770 | 10040202410001 | Ladda upp en bild av detta fornminne |
| Askeby 243:1                           | Stensättning                |              | Askeby, Östergötland |       | 58.419297, 15.831478 | 10040202430001 | Ladda upp en bild av detta fornminne |
| Askeby 254:1                           | Stensättning                |              | Askeby, Östergötland |       | 58.423412, 15.877619 | 10040202540001 | Ladda upp en bild av detta fornminne |
| Askeby 255:1                           | Stensättning                |              | Askeby, Östergötland |       | 58.435437, 15.848614 | 10040202550001 | Ladda upp en bild av detta fornminne |
| Askeby 258:1                           | Stensättning                |              | Askeby, Östergötland |       | 58.433184, 15.868919 | 10040202580001 | Ladda upp en bild av detta fornminne |